# Nancy Friday
Nancy Colbert Friday (Pittsburgh, 27 augustus 1933 – New York, 5 november 2017) was een Amerikaans auteur, bekend door haar werk over vrouwelijke seksualiteit en vrouwenemancipatie.
Friday publiceerde succesvolle boeken over seksuele fantasieën van vrouwen, My Secret Garden en Forbidden Flowers. Deze boeken gaven haar een prominente positie binnen de feministische beweging op het gebied van erotiek.

## Biografie
Friday groeide op in Charleston (South Carolina) en studeerde in 1955 af aan het Wellesley College in Massachusetts. Ze werkte kort als verslaggever voor de San Juan Island Times en later als journalist voor tijdschriften in New York, Engeland en Frankrijk, voordat ze fulltime schrijfster werd.
Friday overleed in 2017 op 84-jarige leeftijd aan de gevolgen van de ziekte van Alzheimer in haar woning in Manhattan, New York.

## Het werk van Friday
In 1973 publiceerde Friday haar eerste boek, dat meteen een bestseller werd, My Secret Garden (Diepe gronden). Dit boek bevatte interviews met vrouwen over hun seksualiteit en hun fantasieën. Haar latere boeken behandelden thema's zoals de relatie tussen moeders en dochters, seksuele fantasieën, liefdesrelaties, jaloezie, afgunst, feminisme, bdsm en schoonheid. Ze maakte ook in die boeken veel gebruik van interviews.
In de jaren 1980 en begin jaren 1990 was Friday een veelgevraagd gast in radio- en tv-programma's zoals Politically Incorrect, The Oprah Winfrey Show, Larry King Live, Good Morning America en NPR’s Talk of the Nation.
Ondanks het oordeel van het Amerikaanse feministische tijdschrift Ms. magazine dat Friday geen feminist was, had Friday de overtuiging dat feminisme en waardering voor mannen elkaar niet uitsluiten. In haar publicaties betoogde ze dat vrouwen vaak werden grootgebracht met een verouderd en beperkend ideaal van vrouwelijkheid dat niet representatief was voor het echte innerlijke leven van veel vrouwen. Volgens Friday zou openheid over hun innerlijke leven kunnen bijdragen aan de tevredenheid van vrouwen met zichzelf. Zij stelde dat dit niet te wijten was aan opzettelijke kwaadaardigheid van opvoeders, maar veroorzaakt werd door sociale verwachtingen. Volgens haar was het gezonder voor zowel vrouwen als mannen als beiden even vrij waren om zichzelf te zijn, even open konden leven en evenveel konden participeren in de maatschappij.

## Literaire motivatie
Friday zei over haar eigen werk: "Eind jaren 1960 koos ik ervoor te schrijven over de seksuele fantasieën van vrouwen, omdat dat onderwerp maagdelijk terrein was. Het was een ontbrekend puzzelstukje... in een tijd dat de wereld plotseling nieuwsgierig was naar seks en naar vrouwelijke seksualiteit." Er heerste op dat moment een wijdverbreid idee dat vrouwen geen seksuele fantasieën hadden.
Zij stelde dat "meer dan enige andere emotie, schuldgevoel de verhaallijnen bepaalde van de fantasieën in My Secret Garden... dat vrouwen manoeuvres bedenken om hun angst te overwinnen dat hun verlangen naar een orgasme een slechte vrouw van ze maakt." Haar latere boek My Mother/My Self (Mijn moeder en ik) "ontstond direct vanuit de vraag in My Secret Garden naar de oorzaak van het verschrikkelijke schuldgevoel van vrouwen over seks."
Toen ze twintig jaar later in Women on Top (Dromen van de daad) terugkeerde naar haar oorspronkelijke onderwerp, fantasieën van vrouwen, was dat vanuit het idee dat "de seksuele revolutie tot stilstand was gekomen: "Het was de begerigheid van de jaren 1980 die de nekslag had gegeven... de neergang van gezonde seksuele nieuwsgierigheid."
Net als andere feministen was Friday vooral bezorgd over de invloed van de stereotiepe beelden van hoe een 'goede vrouw' zich zou moeten gedragen, maar vond zij dat de focus bij feministisch denken meer op de psychologie van vrouwen zou moeten liggen en minder op hoe een feminist hoort te denken.

## Kritiek
Critici noemden Fridays boeken onwetenschappelijk, omdat de auteur bij haar interviews om reacties vroeg. Daarmee zou ze de geïnterviewde personen mogelijk in een bepaalde richting hebben geduwd. 
Het boek My Secret Garden werd ontvangen met een "salvo van de media die mij ervan beschuldigden het hele boek te hebben bedacht en alle fantasieën te hebben verzonnen"; My Mother/My Self werd "aanvankelijk... heftig afgewezen door zowel uitgevers als lezers", terwijl Women on Top "zwaar bekritiseerd werd om zijn aanschouwelijke en sensationele inhoud."
Friday werd ook bekritiseerd om haar reactie op de affaire Bill Clinton/Monica Lewinsky; critici vonden haar reactie seksistisch. De journalist Jon Ronson schreef: "In februari 1998 werd de feministische schrijfster Nancy Friday door de New York Observer gevraagd te speculeren over Lewinsky’s toekomst. 'Zij kan haar mond verhuren', antwoordde Friday."

### Engelse boeken
- My Secret Garden: Women's Sexual Fantasies, Simon & Schuster, 1973
- Forbidden Flowers: More Women's Sexual Fantasies, Simon & Schuster, 1975
- My Mother, My Self: The Daughter's Search for Identity, Delacorte Press, 1977
- Men in Love, Men's Sexual Fantasies: The Triumph of Love Over Rage, Dell Publishing, 1980
- Jealousy, M. Evans & Co., 1985
- Women on Top: How Real Life Has Changed Women's Sexual Fantasies, Simon & Schuster, 1991
- The Power of Beauty, HarperCollins Publishers, 1996. Heruitgegeven als Our Looks, Our Lives: Sex, Beauty, Power and the Need to be Seen, HarperCollins Publishers, 1999
- Beyond My Control: Forbidden Fantasies in an Uncensored Age, Sourcebooks, Inc., 2009

### Nederlandse vertalingen
- Diepe gronden, A.W. Bruna Uitgevers B.V., ISBN 978 90 229 8048 4
- Verboden vruchten, A.W. Bruna Uitgevers B.V., ISBN 978 90 229 8047 7
- Mijn moeder en ik, Uitgeverij Maarten Muntinga B.V., ISBN 978 90 417 0144 2, 2001
- Mannen en liefde,  A.W. Bruna Uitgevers B.V., ISBN 978 90 229 8046 0
- Jaloezie, Reed Business, ISBN 978 90 10 06037 2
- Dromen van de daad, A.W. Bruna Uitgevers B.V., ISBN 978 90 229 8038 5
- Schoonheid en begeerte - Gebruik en misbruik van het uiterlijk van de vrouw, A.W. Bruna Uitgevers B.V., ISBN 90 229 8299 8

- Bibsys: 90061725
- Biblioteca Nacional de España: XX933574
- Bibliothèque nationale de France: cb119036080 (data)
- CiNii: DA03452439
- Gemeinsame Normdatei: 119435349
- International Standard Name Identifier: 0000 0001 2281 2673
- Library of Congress Control Number: n79117039
- Bibliotheek van het Japanse parlement: 00440179
- Nationale Bibliotheek van Tsjechië: mzk2003191388
- Nationale bibliotheek van Australië: 35103813
- Nationale Bibliotheek van Israël: 987007421942005171
- Nationale Bibliotheek van Polen: a0000001159847
- Nationale en Universitaire bibliotheek Zagreb: 000033636
- Nederlandse Thesaurus van Auteursnamen: 067982948
- SNAC: w65k33rg
- Système universitaire de documentation: 02687525X
- Trove: 827522
- Virtual International Authority File: 68929287
- WorldCat: E39PBJyxgJm8rrXVyjdHjdW7HC